# Hypolimnas euploeoides
Hypolimnas euploeoides är en fjärilsart som beskrevs av Edward Bagnall Poulton 1924. Hypolimnas euploeoides ingår i släktet Hypolimnas och familjen praktfjärilar. Inga underarter finns listade i Catalogue of Life.